# Windows Insider
O Windows Insider é um programa aberto de teste de software da empresa Microsoft lançado em 2014 que permite usuários, que possuam uma licença válida do sistema operacional Windows versão 10, 11, ou Server, se registrem para receber compilações de pré-lançamento do sistema operacional (anteriormente acessível apenas a desenvolvedores de software), voltado inicialmente para testadores corporativos, desenvolvedores, e "tecnicamente capazes" de testar novos recursos em desenvolvimento (participantes do programa Insider), para assim a empresa coletar feedback de diagnóstico de baixo nível e também: identificar, investigar, mitigar e melhorar o Windows 10, em comunicação direta com os Engenheiros da Microsoft por meio de um canal proprietário de comunicação e diagnóstico.
Gabe Aul e Dona Sarkar foram os chefes do Windows Insider Program. A atual chefe do programa Windows Insider é Amanda Langowski. Semelhante ao programa Windows Insider, as equipes do Microsoft Office, Microsoft Edge, Skype, Bing, Xbox e Visual Studio Code criaram seus próprios programas Insider.

## História
Foi anunciado em 30 de setembro de 2014, junto com o Windows 10. Em setembro de 2015, mais de 7 milhões de pessoas participaram do programa Windows Insider. Em 12 de fevereiro de 2015, a Microsoft começou a testar pré-visualizações do Windows 10 Mobile. A Microsoft anunciou que o programa Windows Insider continuaria além do lançamento oficial do Windows 10 para atualizações futuras.
A Microsoft originalmente lançou o Windows Insider para testadores corporativos e "tecnicamente capazes" de testar novos recursos de desenvolvedor e coletar feedback para melhorar os recursos incorporados ao Windows 10. Na época do lançamento oficial do Windows 10 para PCs, um total de 5 milhões de voluntários foram registrados no Windows 10 e no Windows 10 Mobile. Eles também estavam entre as primeiras pessoas a receber a atualização oficial do Windows 10.
Com o lançamento do Windows 10, o aplicativo Windows Insider foi mesclado com o aplicativo Configurações. Isso tornou a capacidade de instalar a visualização do Windows Insider um recurso opcional que pode ser acessado diretamente no Windows 10.
Em maio de 2017, a Microsoft anunciou que o programa seria estendido para o Windows Server 2016. A primeira compilação do Insider para este sistema operacional foi lançada em 13 de julho de 2017.
Em 24 de junho de 2021, a Microsoft anunciou que o programa se estenderia ao Windows 11, com os canais Dev e Beta fazendo a transição para o novo sistema operacional. A primeira compilação do Insider para Windows 11 foi lançada em 28 de junho de 2021 para o Dev Channel.

## Channels
As atualizações do Windows Insider Preview são entregues aos testadores em diferentes canais (anteriormente "rings") ou categorias lógicas: Os Windows Insiders no Dev Channel (anteriormente Fast Ring) recebem atualizações anteriores aos Windows Insiders no Beta Channel (anteriormente Slow Ring), mas podem apresentar mais bugs e outros problemas. O Release Preview Channel (anteriormente Release Preview Ring) foi lançado em fevereiro de 2016.
Em 5 de novembro de 2019, a Microsoft abandonou completamente o anel Skip Ahead do Windows Insider Program, declarando "Nosso objetivo é fornecer a todos no anel Fast as compilações mais recentes ao mesmo tempo".
A partir de 15 de junho de 2020, a Microsoft introduziu o modelo de "canais" em seu programa Windows Insider, sucedendo seu modelo de "anéis".
| Channel         | Disponível | Descrição |
| --------------- | ---------- | --- |
| Canary          | Interno    | Nesse canal, as compilações que passaram apenas nos testes automatizados básicos seriam testadas e validadas. Essas compilações estão nos primeiros ciclos de desenvolvimento com o código mais recente e são lançadas diariamente, mas relativamente instáveis e com bugs. |
| Selfhost        | Interno    | Neste canal, as compilações que os Insiders no Canal Dev receberão seriam validadas. Essas compilações são mais estáveis do que o Canary Channel. |
| Dev             | Externo    | Neste canal, os Insiders terão acesso às builds que estão sendo testadas e validadas nos canais Canary e Selfhost. Essas compilações são mais estáveis do que Canary e Selfhost Channels, mas ainda com arestas e alguma instabilidade.                                     |
| Microsoft       | Interno    | Neste canal, as compilações validadas pelo Insider são lançadas em toda a empresa para validação e correções de bugs antes de entrar no Beta Channel. Essas compilações são mais estáveis do que o Dev Channel.                                                             |
| Beta            | Externo    | Neste canal, os Insiders terão acesso às compilações vinculadas a um próximo lançamento específico e serão confiáveis com atualizações validadas pela Microsoft. |
| Release Preview | Externo    | Neste canal, os Insiders terão acesso ao próximo lançamento do Windows antes de ser lançado para o mundo, com atualizações avançadas de qualidade e alguns recursos importantes.                                                                                            |

## Dispositivos suportados

### Processadores suportados
Em 17 de julho de 2017, começaram a surgir relatórios de que o Windows 10 Creators Update se recusou a instalar em PCs e tablets com processadores Intel Atom "Clover Trail". A princípio, parecia que isso poderia ter sido um bloqueio temporário, pois a Microsoft e os parceiros de hardware trabalham para corrigir os problemas que impedem o bom funcionamento do sistema operacional. No entanto, a Microsoft confirmou posteriormente que os dispositivos que executam os processadores Intel Atom "Clover Trail" não receberiam a atualização dos criadores, pois os processadores não são mais suportados pela Intel e não possuem o firmware apropriado para executar corretamente as versões do Windows 10. mais recente que a Atualização de Aniversário.
Os seguintes processadores não são mais suportados e permanecerão na atualização de aniversário do Windows 10:
- Atom Z2760
- Atom Z2520
- Atom Z2560
- Atom Z2580

Como os PCs com processadores não suportados não podiam receber novas atualizações de recursos, a Microsoft concordou em estender o suporte para esses PCs com correções de bugs e atualizações de segurança para a versão compatível mais recente do Windows 10.
As versões do Windows 10 que foram lançadas antes do lançamento de um microprocessador também não são suportadas e as instalações desses sistemas operacionais podem ser ativamente bloqueadas. Por exemplo, o Windows 10 versão 1507 LTSB não será instalado nos processadores Kaby Lake.
Devido a questões de segurança, como a exploração de dia zero, o Windows 11 agora requer uma CPU Intel de 8ª geração ou posterior ou uma CPU AMD Ryzen de 2ª geração ou posterior, com um chip de segurança Trusted Platform Module 2.0 e inicialização segura habilitada. Os testes estão sendo conduzidos em CPUs Intel de 7ª geração e Ryzen de 1ª geração. CPUs e sistemas mais antigos sem TPM ou Secure Boot podem ser suportados, mas exigirão alterações no registro do sistema para poder atualizar para o sistema operacional.

### Smartphones suportados
A Microsoft lançou inicialmente o Windows 10 Technical Preview para determinados telefones de terceira geração (série x30) de sua família Lumia e posteriormente o lançou para dispositivos de segunda geração (série x20) durante a fase de teste. Alguns hackearam seus telefones não Lumia (que não eram suportados na época) para baixar as compilações de visualização. A Microsoft respondeu bloqueando todos os modelos sem suporte. Para reverter a visualização técnica instalada de volta ao Windows Phone 8.1, a Microsoft lançou a Ferramenta de Recuperação de Dispositivos do Windows que remove o Windows 10 e recupera o software e o firmware mais recentes lançados oficialmente.
A versão prévia 10080, lançada em 14 de maio de 2015, foi a primeira a oferecer suporte a um dispositivo não Lumia, o HTC One M8 para Windows. Isso foi seguido pela Xiaomi que, em parceria com a Microsoft, lançou uma porta ROM do Windows 10 para seu principal aparelho Mi 4 em 1º de junho de 2015. Naquela época, era limitado a alguns usuários registrados na China. A compilação 10080 e sua continuação, a compilação 10166, também adicionaram suporte para dispositivos Lumia de quarta geração (série x40). Como resultado, todos os Windows Phone 8 compatíveis ou telefones Lumia posteriores agora suportam a visualização.
Em agosto de 2015, a Microsoft afirmou que, embora todos os dispositivos Windows Phone, incluindo os dos novos parceiros de hardware da Microsoft anunciados no ano anterior, receberiam a versão final do Windows 10 Mobile, nem todos receberiam compilações de visualização por meio do programa Insider. No entanto, a empresa não forneceu nenhuma informação na época sobre se novos dispositivos seriam adicionados ao programa de visualização. Em vez disso, a Microsoft concentrou-se na promoção de novos dispositivos que vêm com o Windows 10 Mobile, incluindo seus carros-chefe Lumia 950 e Lumia 950 XL e os Lumia 550 e Lumia 650 de baixo custo. Desde o seu lançamento, esses novos dispositivos Windows 10 tornaram-se elegíveis para receber atualizações futuras antecipadamente por meio do programa Insider, começando com a compilação 10586 em 4 de dezembro de 2015.
Em 19 de fevereiro de 2016, a Microsoft lançou a primeira visualização do Windows 10 Mobile "Redstone", compilação 14267. A partir desta compilação, as futuras versões de visualização tornaram-se disponíveis exclusivamente para dispositivos que já executavam uma visualização não Insider do sistema operacional, exceto para o Versão da ROM do Mi4. Isso foi seguido pela compilação 14291, lançada para dispositivos Windows 10 existentes em 17 de março de 2016 em conjunto com o lançamento RTM oficial do Windows 10 Mobile para Lumias de terceira e quarta geração. Na semana seguinte, ele ficou disponível para os Lumias mais antigos recém-atualizados, além de vários outros dispositivos já com Windows 10 Mobile na época.
Todos os dispositivos suportados posteriormente receberam compilações de visualização do Insider até a compilação 15063, a "Atualização dos criadores", lançada em 20 de março de 2017. Isso incluiu o lançamento oficial da compilação 14393, a "Atualização de aniversário", em 2 de agosto de 2016. No entanto, foi anunciado em abril de 2017 que muitos dispositivos, incluindo todos os Lumias de terceira geração, não receberiam a versão RTM do Creators Update e outras compilações de desenvolvimento "Redstone", seguindo o feedback dos usuários. Dos dispositivos que permanecem suportados, quase todos, exceto o Lumia 640 e sua variante XL, vieram originalmente com o Windows 10 Mobile em vez do Windows Phone 8.1.
| Fabricante                     | Dispositivo                                | Limiar (RTM)                   | Redstone 1 (Update de Aniversário) | Redstone 2 (Creators Update)   | Redstone 2 (Creators Update)   |
| Fabricante                     | Dispositivo                                | Limiar (RTM)                   | Redstone 1 (Update de Aniversário) | Primeiro lançamento            | Segundo lançamento             |
| Dispositivos Windows 10 Mobile | Dispositivos Windows 10 Mobile             | Dispositivos Windows 10 Mobile | Dispositivos Windows 10 Mobile     | Dispositivos Windows 10 Mobile | Dispositivos Windows 10 Mobile |
| ------------------------------ | ------------------------------------------ | ------------------------------ | ---------------------------------- | ------------------------------ | ------------------------------ |
| Acer                           | Liquid Jade Primo                          | Não                            | 14393                              | Sim                            | Não                            |
| Alcatel                        | Fierce XL                                  | Não                            | Sim                                | Sim                            | Somente visualização           |
| Alcatel                        | Idol 4s                                    | Não                            | Sim                                | Sim                            | Somente visualização           |
| HP                             | Elite x3                                   | Não                            | 14291                              | Sim                            | Somente visualização           |
| MCJ                            | Madosma Q501                               | Não                            | 14291                              | Sim                            | Não                            |
| MCJ                            | Madosma Q601                               | Não                            | Não                                | 15063                          | Somente visualização           |
| Microsoft Mobile               | Lumia 550                                  | 10586                          | 14291                              | Sim                            | Planejado, mas cancelado       |
| Microsoft Mobile               | Lumia 650                                  | 10586                          | Sim                                | Sim                            | Somente visualização           |
| Microsoft Mobile               | Lumia 950                                  | 10586                          | Sim                                | Sim                            | Somente visualização           |
| Microsoft Mobile               | Lumia 950 XL                               | 10586                          | Sim                                | Sim                            | Somente visualização           |
| SoftBank                       | 503LV                                      | Não                            | Não                                | 15063                          | Somente visualização           |
| Trinity                        | NuAns Neo                                  | Não                            | Não                                | 15063                          | Somente visualização           |
| Vaio                           | VPB051                                     | Não                            | Não                                | 15063                          | Não                            |
| Vaio                           | Phone Biz                                  | Não                            | Não                                | 15063                          | Somente visualização           |
| dispositivos Windows Phone 8.1 |                                            |                                |                                    |                                |                                |
| BLU                            | Win HD W510U                               | Não                            | 14291                              | Sim                            | Não                            |
| BLU                            | Win HD LTE X150Q                           | Não                            | 14267                              | Sim                            | Não                            |
| HTC                            | One M8                                     | 10080                          | Não                                | Não                            | Não                            |
| LG                             | Lancet                                     | 10586                          | Não                                | Não                            | Não                            |
| Nokia/Microsoft Mobile         | série Lumia 430 Inclui 430 e 435           | 10051                          | 14291                              | Sim                            | Não                            |
| Nokia/Microsoft Mobile         | série Lumia 520 Inclui 520, 521, 525 e 526 | 10051                          | Não                                | Não                            | Não                            |
| Nokia/Microsoft Mobile         | Lumia 530                                  | 10051                          | Não                                | Não                            | Não                            |
| Nokia/Microsoft Mobile         | Lumia 532                                  | 10051                          | 14291                              | Sim                            | Não                            |
| Nokia/Microsoft Mobile         | Lumia 535                                  | 10051                          | 14291                              | Sim                            | Não                            |
| Nokia/Microsoft Mobile         | Lumia 540                                  | 10080                          | 14291                              | Sim                            | Não                            |
| Nokia/Microsoft Mobile         | Lumia 620                                  | 10051                          | Não                                | Não                            | Não                            |
| Nokia/Microsoft Mobile         | Lumia 625                                  | 10051                          | Não                                | Não                            | Não                            |
| Nokia/Microsoft Mobile         | série Lumia 630 Inclui 630, 635, 636 e 638 | Sim                            | 14291 · Exceto 512 MB              | · Exceto 512 MB                | Não                            |
| Nokia/Microsoft Mobile         | Lumia 640                                  | 10586                          | 14291                              | Sim                            | Somente visualização           |
| Nokia/Microsoft Mobile         | Lumia 640 XL                               | 10080                          | 14291                              | Sim                            | Somente visualização           |
| Nokia/Microsoft Mobile         | Lumia 720                                  | 10051                          | Não                                | Não                            | Não                            |
| Nokia/Microsoft Mobile         | Lumia 730                                  | 9941                           | 14291                              | Sim                            | Não                            |
| Nokia/Microsoft Mobile         | Lumia 735                                  | 10051                          | 14291                              | Sim                            | Não                            |
| Nokia/Microsoft Mobile         | Lumia 810                                  | 10051                          | Não                                | Não                            | Não                            |
| Nokia/Microsoft Mobile         | Lumia 820                                  | 10051                          | Não                                | Não                            | Não                            |
| Nokia/Microsoft Mobile         | Lumia 822                                  | 10051                          | Não                                | Não                            | Não                            |
| Nokia/Microsoft Mobile         | Lumia 830                                  | Sim                            | 14291                              | Sim                            | Não                            |
| Nokia/Microsoft Mobile         | Lumia 920                                  | 10051                          | Não                                | Não                            | Não                            |
| Nokia/Microsoft Mobile         | Lumia 925                                  | 10051                          | Não                                | Não                            | Não                            |
| Nokia/Microsoft Mobile         | Lumia 928                                  | 10051                          | Não                                | Não                            | Não                            |
| Nokia/Microsoft Mobile         | Lumia Icon                                 | 10051                          | 14332                              | Sim                            | Não                            |
| Nokia/Microsoft Mobile         | Lumia 930                                  | 10080                          | 14291                              | Sim                            | Não                            |
| Nokia/Microsoft Mobile         | Lumia 1020                                 | 10051                          | Não                                | Não                            | Não                            |
| Nokia/Microsoft Mobile         | Lumia 1320                                 | 10051                          | Não                                | Não                            | Não                            |
| Nokia/Microsoft Mobile         | Lumia 1520                                 | 10051                          | 14291                              | Sim                            | Não                            |
| ROMs para dispositivos MIUI    |                                            |                                |                                    |                                |                                |
| Xiaomi                         | Mi4                                        | 10080                          | Sim                                | Sim                            | Não                            |

## Ligaçoes externas
- Windows Insider